# ГудМилс България
ГудМилс България EООД (GoodMills Bulgaria) е една от най-големите и модерни мелници на Балканския полуостров.

## История
Мелницата е построена и започва да функционира през 1986 година под името „Мелничен комбинат“ ЕООД. Разположена е на терен от 50 000 m² (на разстояние около 2 км. от центъра на София). През април 2000 година групата от фирми „Лулис“ придобива контролния пакет акции от предприятието и преименува дружеството в „София Мел“ АД. Оттогава непрекъснато се извършват нововъведения и подобрения, реконструкции и модернизации на машините. През май 2009 година австрийското дружество „LLI Euromills“ придобива 100% от капитала на дружеството. През 2012 година едноличният собственик на капитала се преименува на „GoodMills Group“. 

## Галерия
- ГудМилс България ЕООД

## Мелницата
Мелницата е разположена на площ от 50 000 m², само на 2 км. от центъра на София. Технологията и оборудването са изцяло на швейцарската фирма "Бюлер”. Комплексът се състои от три независими линии за смилане с обща производителност 750 тона зърно на денонощие, бетонов силоз за зърно с вместимост 40 000 тона, бетонов силоз за млевни продукти с вместимост 11 000 тона и склад за готови продукти от 4000 m². Дружеството разполага с развита инфраструктура, включваща всички необходими за дейността помощни съоръжения и сгради. Изградени са над 1000 м. асфалтирани пътища и 1400 м. собствени ж. п. коловози. „ГудМилс България“ EООД притежава един локомотив. Пряка железопътна връзка свързва предприятието с Лом, Русе, Варна и Бургас и други градове в страната и чужбина.
Персоналът на фирмата е висококвалифициран и добре обучен за производството на висококачествени продукти при стриктно спазване на определените хигиенни, технологични и нормативни изисквания. Фирмата е сертифицирана по стандарт ISO 9001:2008, стандарт IFS версия 6 и международната НАССР спецификация за производство на безопасни хранителни продукти.
Предприятието има своя модерно оборудвана лаборатория, в която се окачествяват приеманото зърно, произвежданите млевни продукти и готовите брашна. Това дава възможност „ГудМилс България“ EООД да предлага на пазара продукти с гарантирано високо качество.

## Суровина и продукти
Изкупуването на хлебна пшеница се извършва целогодишно. Пшеницата може да се приема от автомобилен и жп транспорт. Проби от всяко пристигнало превозно средство се вземат с автоматичен пробовземач. След окачествяване в заводската лаборатория пшеницата се приема с две линии, с капацитет по 150 т./час всяка, почиства се и се съхранява в силозните клетки по качество и партиди. Технологичните съоръжения в елеваторната кула позволяват много добро предварително почистване на пшеницата и хомогенизиране на партидите.
Всяка от млевните линии е оборудвана с високоефективни машини за почистване на зърното преди смилане, автоматично формиране на млевни смеси и автоматично навлажняване, което допринася за постоянното качество на готовата продукция. Общата валова дължина е 30 л.м. за всяка линия. Прилага се сложно многотипно смилане с развит процес на обогатяване, твърд режим на работа със специфична сложност на разтворния процес, което дава възможност за извличане на максимално количество брашна. Процесът на почистване и смилане на зърното е напълно автоматизиран. Мелницата разполага с компютърна система за контрол на рандемана, която сигнализира при промяна на някой от параметрите на технологичния режим. Монтирани са и най-новите съоръжения на фирма „Бюлер“ за дезинсекция на млевните продукти.
„ГудМилс България“ EООД разполага с автоматизирана смесителна инсталация, която дава възможност за хомогенно влагане на суровини и коректори в производството на готовите продукти и може да удовлетвори нуждите на клиентите от специални брашна, произведени по качествени показатели, зададени от тях.
Готовите брашна се експедират в насипно състояние с брашновози, пакетирани по 1 и 2 кг или в торби по 25 и 50 кг. Пакетирането по 1 и 2 кг. се извършва от две автоматизирани поточни линии, окомплектовани с високопроизводителни пакетажни машини Bosch, които формират книжния пакет и дозират необходимото количество брашно с производителност 100 пакета в минута. Готовите пакети се опаковат по 10 бр. в транспортна опаковка от термосвиваемо фолио и с палетизатори се подреждат на европалети, готови за експедиция. Пакетирането в торби от 25 кг. /по желание на клиента – 50 кг./ се осъществява от две поточни линии. Пакетирането се извършва от електронни машини за пълнене на винтилни торби. Чрез автоматични палетизатори готовите торби се подреждат на европалети. Предприятието разполага с линия за гранулиране на трици и линия за пакетиране на трици в чували.

## София Мел
„ГудМилс България“ EООД произвежда известната марка брашно в БългарияСофия Мел. 